# Juillet 1994

## Faits marquants
- Prise de Kigali par le Front patriotique rwandais.
- Coup d'État militaire en Gambie.
- les Khmers rouges sont mis hors-la-loi par l'Assemblée nationale au Cambodge..
- Arrivée d'Arafat à Gaza.
- Victoire du Brésil en Coupe du Monde de Football face à l’Italie aux tirs au but.
- 3 juillet (Formule 1) : Grand Prix automobile de France.
- 5 juillet : Fondation d'Amazon

- 10 juillet (Formule 1) : victoire du britannique Damon Hill au volant d'une Williams-Renault au Grand Prix automobile de Grande-Bretagne sur le circuit de Silverstone.

- 23 - 30 juillet : le 79e congrès mondial d’espéranto a lieu à Séoul. Il est suivi par des participants venus de 66 pays et a pour thème « L’Asie dans le monde ».

- 31 juillet (Formule 1) : Grand Prix automobile d'Allemagne.

## Naissances
- 2 juillet : Saweetie, rappeur américain.
- 10 juillet : Pier-Gabriel Lajoie, modèle et comédien québécois.
- 16 juillet : Mark Indelicato, acteur américain.
- 17 juillet : Benjamin Mendy, footballeur français.
- 21 juillet : Mohamed Amine Mahmoud, streameur et vidéaste web français
- 24 juillet :
  - Awa Sene, athlète française.
  - Wu Dajing, patineur de vitesse sur piste courte chinois.
- 25 juillet :
  - Bianka Buša, joueuse de volley-ball serbe.
  - Ndèye Coumba Diop, taekwondoïste sénégalaise.
- 29 juillet : 
  - Samy Seghir, acteur français.
  - Danielle Sino Guemde, lutteuse camerounaise.
- 30 juillet : Tom van Kessel, acteur néerlandais.

## Décès
- 2 juillet : Gianbattista Guidotti, pilote de Formule 1 s'étant engagé à 2 Grands Prix en 1950 et 1951.
- 8 juillet :
  - Christian-Jaque, réalisateur français (° 4 septembre 1904).
  - Kim Il Sung, Corée du Nord (° 15 avril 1912).
- 14 juillet : Patrick et Taeko Crommelynck, pianistes belges.
- 17 juillet : Jean Borotra, joueur de tennis français (° 13 août 1898).
- 21 juillet : Henri Mouillefarine, coureur cycliste français (° 1er août 1910).
- 28 juillet : Charles Poswick, homme politique belge (° 6 octobre 1924).
- 29 juillet : Paul Delvaux, peintre belge (° 23 septembre 1897).
- 30 juillet : Robin Cook, écrivain britannique (° 12 juin 1931).